# Love Is All There Is
Love Is All There Is (Brasil: Duas Famílias em Pé de Guerra ) é uma filme americano de 1996, uma comédia romântica dirigida por Joseph Bologna e Renée Taylor, que também atuam no filme. O filme reconta a história de Romeu e Julieta, de William Shakespeare.

## Sinopse
Os Capomezzos, sicilianos nascidos no Bronx, possuem uma empresa de catering local. Eles desenvolvem uma rivalidade amarga com os pretensiosos Malacicis, imigrantes recentes de Florença e proprietários de um bom restaurante italiano.
Rosario, filho de Capomezzos, se apaixona pela filha dos Malacicis, Gina, depois que ela substitui a estrela da encenação de Romeu e Julieta da igreja do bairro. A rivalidade se intensifica depois que Rosario tira a virgindade de Gina depois de uma briga com seus pais.

## Elenco
- Lainie Kazan - Sadie Capomezzo
- Joseph Bologna - Mike Capomezzo
- Barbara Carrera - Maria Malacici
- Renée Taylor - Mona
- William Hickey - Monsenhor
- Dick Van Patten - Dr. Rodino
- Abe Vigoda - Rudy
- Connie Stevens - Srta. Deluca
- Paul Sorvino - Piero Malacici
- Angelina Jolie - Gina Malacici
- Nathaniel Marston - Rosario Capomezzo
- Joy Behar - Mary
- Vera Lockwood - Donna
- Sal Richards - Sal
- Annie Meisels - Dottie
- Bobby Alto - Joe Fasuli
- Randy K. Blackman - Florista nº1

## Produção
O filme foi feito em alguns locais em Nova York: foi filmado no Greentree Country Club em New Rochelle, e muitas cenas foram filmadas em City Island, Bronx.